# Цзин Хайпэн
Цзин Хайпэ́н (кит. упр. 景海鹏, пиньинь Jǐng Hǎipéng; 24 октября 1966 года, Юньчэн, Шаньси, КНР) — 482-й космонавт мира, 6-й китайский тайконавт (космонавт), первым в Китае совершивший четыре космических полёта.

## Биография
Родился 24 октября 1966 года в Юньчэне провинции Шаньси. Имеет высшее образование, две степени бакалавра. 
С 1985 г. на службе в Народно-освободительной армии Китая. До прихода в отряд космонавтов служил начальником штурманской службы авиационного полка в одной из дивизий ВВС НОАК. 
С 1987 года — член КПК.

## Космическая подготовка и полёты
В январе 1998 года официально был включён в группу первых космонавтов КНР.
В 2005 году был включён кандидатом в состав экипажа корабля «Шэньчжоу-6».
25 сентября 2008 года совершил свой первый космический полёт в составе экипажа корабля «Шэньчжоу-7». Во время полёта, впервые в космической программе Китая, был осуществлён выход в открытый космос. Длительность полёта составила 2 дня 20 часов. 
16 июня 2012 года стартовал второй раз — на корабле «Шэньчжоу-9» с первым пилотируемым посещением лаборатории (станции) «Тяньгун-1». Впервые в китайской космонавтике в полёте участвует женщина-тайконавт — Лю Ян. Длительность полёта составила 12 дней.
16 октября 2016 стартовал в третий раз — на корабле «Шэньчжоу-11» совершив первый (и единственный) пилотируемый полёт к станции «Тяньгун-2». Длительность полёта составила 32 дня.
30 мая 2023 года стартовал в четвёртый раз — на корабле «Шэньчжоу-16» совершив пятый пилотируемый полёт на орбитальную станцию «Тяньгун». Длительность полёта составила 153 дня.

## Награды и звания
В октябре 2012 года решением ЦК КПК, Госсовета КНР и Центрального военного совета космонавт Цзин Хайпэн был награждён орденом «За заслуги в сфере космонавтики» II степени. С декабря 2013 года — генерал-майор ВВС.

## Личная жизнь
Женат на Чжан Пин, у них есть сын Цзин Юйфэй.

## Статистика
Полёты
| # | Стартовый корабль | Старт, UTC           | Экспедиция                | Корабль посадки | Посадка, UTC         | Налёт                       | Выходы в открытый космос | Время в открытом космосе |
| - | ----------------- | -------------------- | ------------------------- | --------------- | -------------------- | --------------------------- | ------------------------ | ------------------------ |
| 1 | Шэньчжоу-7        | 25.09.2008, 13:10    | Шэньчжоу-7                | Шэньчжоу-7      | 28.09.2008, 09:37    | 02 суток 20 часов 27 минут  | 0                        | 0                        |
| 2 | Шэньчжоу-9        | 16.06.2012, 10:37    | Шэньчжоу-9, Тяньгун-1(2)  | Шэньчжоу-9      | 29.06.2012, 02:02    | 12 суток 15 часов 25 минут  | 0                        | 0                        |
| 3 | Шэньчжоу-11       | 16.10.2016, 23:30    | Шэньчжоу-11, Тяньгун-2(1) | Шэньчжоу-11     | 18.11.2016, 05:59    | 32 суток 06 часов 29 минут  | 0                        | 0                        |
| 4 | Шэньчжоу-16       | 30.05.2023, 01:31:13 | Шэньчжоу-16, Тяньгун      | Шэньчжоу-16     | 31.10.2023, 00:11:32 | 153 дня 22 часа 40 минут    | 1                        | 7 часов 55 минут         |
|   |                   |                      |                           |                 |                      | 201 день 17 часов 02 минуты | 1                        | 7 часов 55 минут         |